# Leeds United Association Football Club 1974-1975
Questa voce raccoglie le informazioni riguardanti il Leeds United Association Football Club nelle competizioni ufficiali della stagione 1974-1975.

## Stagione
All'inizio della stagione Don Revie, da tredici anni sulla panchina della squadra, decise di abbandonare l'incarico per accettare quello di commissario tecnico della nazionale inglese, proponendo Johnny Giles come suo sostituto. Ciononostante, la dirigenza decise di puntare sull'ex tecnico del Derby County Brian Clough, distintosi in passato per le numerose critiche verso il suo predecessore e il gioco della squadra. Acquistati dal Derby County gli scozzesi John McGovern e John O'Hare, i Peacocks furono protagonisti di un inizio di stagione disastroso, perdendo ai rigori il Charity Shield contro il Liverpool e precipitando sul fondo della First Division con una vittoria nei primi sette incontri. Ormai inviso a gran parte dei giocatori chiave, Clough venne esonerato dopo 44 giorni in favore dell'ex capitano della nazionale Jimmy Armfield; la squadra riprese quota in campionato, rivelandosi anche in grado di puntare verso l'alta classifica per poi concludere al nono posto.
In Coppa dei Campioni i Peacocks, dopo aver eliminato nelle fasi avanzate l'Anderlecht e il Barcellona, giunsero alla finale di Parigi contro il Bayern Monaco. La gara si concluse con una sconfitta per 2-0, caratterizzata da una controversa direzione di gara e dalle intemperanze dei tifosi inglesi che spingeranno la UEFA a squalificare la squadra per cinque anni (successivamente ridotti a due in appello) dalle competizioni continentali.

## Maglie e sponsor
Lo sponsor tecnico per la stagione 1974-1975 è Admiral.
| Casa | Trasferta |

## Rosa
| N. |                        | Ruolo | Calciatore               |
| -- | ---------------------- | ----- | ------------------------ |
|    | Scozia (bandiera)      | P     | David Harvey             |
|    | Galles (bandiera)      | P     | Glan Letheran            |
|    | Scozia (bandiera)      | P     | David Stewart            |
|    | Inghilterra (bandiera) | D     | Trevor Cherry            |
|    | Inghilterra (bandiera) | D     | Terry Cooper             |
|    | Scozia (bandiera)      | D     | Frank Gray               |
|    | Inghilterra (bandiera) | D     | Norman Hunter            |
|    | Inghilterra (bandiera) | D     | Paul Madeley             |
|    | Scozia (bandiera)      | D     | Gordon McQueen           |
|    | Inghilterra (bandiera) | D     | Paul Reaney              |
|    | Inghilterra (bandiera) | C     | Mick Bates               |
|    | Scozia (bandiera)      | C     | Billy Bremner (capitano) |
|    | Irlanda (bandiera)     | C     | Johnny Giles             |

| N. |                        | Ruolo | Calciatore      |
| -- | ---------------------- | ----- | --------------- |
|    | Scozia (bandiera)      | C     | Eddie Gray      |
|    | Galles (bandiera)      | C     | Carl Harris     |
|    | Scozia (bandiera)      | C     | John McGovern   |
|    | Galles (bandiera)      | C     | Byron Stevenson |
|    | Galles (bandiera)      | C     | Gwyn Thomas     |
|    | Galles (bandiera)      | C     | Terry Yorath    |
|    | Inghilterra (bandiera) | A     | Allan Clarke    |
|    | Inghilterra (bandiera) | A     | Mick Jones      |
|    | Scozia (bandiera)      | A     | Joe Jordan      |
|    | Scozia (bandiera)      | A     | Gary Liddell    |
|    | Scozia (bandiera)      | A     | Peter Lorimer   |
|    | Inghilterra (bandiera) | A     | Duncan McKenzie |
|    | Scozia (bandiera)      | A     | John O'Hare     |

## Calciomercato

### Sessione estiva
| Acquisti | Acquisti        | Acquisti          | Acquisti               |
| R.       | Nome            | da                | Modalità               |
| -------- | --------------- | ----------------- | ---------------------- |
| C        | John McGovern   | Derby County      | definitivo             |
| A        | Duncan McKenzie | Nottingham Forest | definitivo (240 000 £) |
| A        | John O'Hare     | Derby County      | definitivo             |

| Cessioni | Cessioni       | Cessioni          | Cessioni             |
| R.       | Nome           | a                 | Modalità             |
| -------- | -------------- | ----------------- | -------------------- |
| P        | John Shaw      | Bristol City      | definitivo           |
| D        | Nigel Davey    | Rotherham Utd     | definitivo           |
| D        | Roy Ellam      | Huddersfield Town | definitivo           |
| D        | Sean O'Neill   | Chesterfield      | definitivo           |
| C        | Jimmy Mann     | Bristol City      | definitivo           |
| C        | Billy McGinley | Huddersfield Town | definitivo (7 500 £) |

### Operazioni esterne alle sessioni
| Cessioni | Cessioni      | Cessioni          | Cessioni   |
| R.       | Nome          | a                 | Modalità   |
| -------- | ------------- | ----------------- | ---------- |
| D        | Terry Cooper  | Middlesbrough     | definitivo |
| C        | John McGovern | Nottingham Forest | definitivo |
| A        | John O'Hare   | Nottingham Forest | definitivo |

## Risultati

### First Division
| Stoke-on-Trent 17 agosto 1974 1ª giornata                   | Stoke City | 3 – 0 referto | Leeds Utd | Victoria Ground (33 534 spett.) |
| \| \| \| \| \| Mahoney Greenhoff Ritchie \| Marcatori \| \| |            |               |           |                                 |
|                                                             |            |               |           |                                 |
| Mahoney Greenhoff Ritchie                                   | Marcatori  |               |           |                                 |

| Leeds 21 agosto 1974 2ª giornata          | Leeds Utd | 0 – 1 referto | QPR | Elland Road (31 497 spett.) |
| \| \| \| \| \| \| Marcatori \| Francis \| |           |               |     |                             |
|                                           |           |               |     |                             |
|                                           | Marcatori | Francis       |     |                             |

| Leeds 24 agosto 1974 3ª giornata         | Leeds Utd | 1 – 0 referto | Birmingham City | Elland Road (30 820 spett.) |
| \| \| \| \| \| Clarke \| Marcatori \| \| |           |               |                 |                             |
|                                          |           |               |                 |                             |
| Clarke                                   | Marcatori |               |                 |                             |

| Londra 27 agosto 1974 4ª giornata               | QPR       | 1 – 1 referto | Leeds Utd | Loftus Road (24 965 spett.) |
| \| \| \| \| \| Givens \| Marcatori \| Yorath \| |           |               |           |                             |
|                                                 |           |               |           |                             |
| Givens                                          | Marcatori | Yorath        |           |                             |

| Manchester 31 agosto 1974 5ª giornata                   | Manchester City | 2 – 1 referto | Leeds Utd | Maine Road (20 770 spett.) |
| \| \| \| \| \| Summerbee Bell \| Marcatori \| Clarke \| |                 |               |           |                            |
|                                                         |                 |               |           |                            |
| Summerbee Bell                                          | Marcatori       | Clarke        |           |                            |

| Leeds 7 settembre 1974 6ª giornata              | Leeds Utd | 1 – 1 referto | Luton Town | Elland Road (26 450 spett.) |
| \| \| \| \| \| Clarke \| Marcatori \| Butlin \| |           |               |            |                             |
|                                                 |           |               |            |                             |
| Clarke                                          | Marcatori | Butlin        |            |                             |

| Burnley 14 settembre 1974 7ª giornata                    | Burnley   | 2 – 1 referto | Leeds Utd | Turf Moor (25 122 spett.) |
| \| \| \| \| \| Fletcher James \| Marcatori \| Lorimer \| |           |               |           |                           |
|                                                          |           |               |           |                           |
| Fletcher James                                           | Marcatori | Lorimer       |           |                           |

| Leeds 21 settembre 1974 8ª giornata                                           | Leeds Utd | 5 – 1 referto | Sheffield Utd | Elland Road (33 382 spett.) |
| \| \| \| \| \| Yorath McQueen Lorimer rig.’ Clarke \| Marcatori \| Dearden \| |           |               |               |                             |
|                                                                               |           |               |               |                             |
| Yorath McQueen Lorimer rig.’ Clarke                                           | Marcatori | Dearden       |               |                             |

| Leeds 4 dicembre 1974 9ª giornata                               | Leeds Utd | 2 – 1 referto | Tottenham | Elland Road (25 832 spett.) |
| \| \| \| \| \| McKenzie Lorimer rig.’ \| Marcatori \| Duncan \| |           |               |           |                             |
|                                                                 |           |               |           |                             |
| McKenzie Lorimer rig.’                                          | Marcatori | Duncan        |           |                             |

| Liverpool 28 settembre 1974 10ª giornata                                                     | Everton   | 3 – 2 referto         | Leeds Utd | Goodison Park (41 824 spett.) |
| \| \| \| \| \| Seargeant 26’ Lyons 33’ Clements 56’ \| Marcatori \| 31’ Clarke 73’ Yorath \| |           |                       |           |                               |
|                                                                                              |           |                       |           |                               |
| Seargeant 26’ Lyons 33’ Clements 56’                                                         | Marcatori | 31’ Clarke 73’ Yorath |           |                               |

| Leeds 5 ottobre 1974 11ª giornata          | Leeds Utd | 2 – 0 referto | Arsenal | Elland Road (32 784 spett.) |
| \| \| \| \| \| McKenzie \| Marcatori \| \| |           |               |         |                             |
|                                            |           |               |         |                             |
| McKenzie                                   | Marcatori |               |         |                             |

| Ipswich 12 ottobre 1974 12ª giornata | Ipswich Town | 0 – 0 referto | Leeds Utd | Portman Road (29 815 spett.) |

| Birmingham 15 ottobre 1974 13ª giornata   | Birmingham City | 1 – 0 referto | Leeds Utd | St Andrew's (36 513 spett.) |
| \| \| \| \| \| Francis \| Marcatori \| \| |                 |               |           |                             |
|                                           |                 |               |           |                             |
| Francis                                   | Marcatori       |               |           |                             |

| Leeds 19 ottobre 1974 14ª giornata                | Leeds Utd | 2 – 0 referto | Wolverhampton | Elland Road (31 224 spett.) |
| \| \| \| \| \| Clarke McKenzie \| Marcatori \| \| |           |               |               |                             |
|                                                   |           |               |               |                             |
| Clarke McKenzie                                   | Marcatori |               |               |                             |

| Liverpool 26 ottobre 1974 15ª giornata     | Liverpool | 1 – 0 referto | Leeds Utd | Anfield Road (54 996 spett.) |
| \| \| \| \| \| Heighway \| Marcatori \| \| |           |               |           |                              |
|                                            |           |               |           |                              |
| Heighway                                   | Marcatori |               |           |                              |

| Leeds 2 novembre 1974 16ª giornata    | Leeds Utd | 0 – 1 referto | Derby County | Elland Road (33 551 spett.) |
| \| \| \| \| \| \| Marcatori \| Lee \| |           |               |              |                             |
|                                       |           |               |              |                             |
|                                       | Marcatori | Lee           |              |                             |

| Coventry 9 novembre 1974 17ª giornata                           | Coventry City | 1 – 3 referto          | Leeds Utd | Highfield Road (25 414 spett.) |
| \| \| \| \| \| Holmes \| Marcatori \| Bremner O'Hare Hindley \| |               |                        |           |                                |
|                                                                 |               |                        |           |                                |
| Holmes                                                          | Marcatori     | Bremner O'Hare Hindley |           |                                |

| Leeds 16 novembre 1974 18ª giornata                   | Leeds Utd | 2 – 2 referto | Middlesbrough | Elland Road (45 488 spett.) |
| \| \| \| \| \| McKenzie \| Marcatori \| Boam Smith \| |           |               |               |                             |
|                                                       |           |               |               |                             |
| McKenzie                                              | Marcatori | Boam Smith    |               |                             |

| Carlisle 23 novembre 1974 19ª giornata                   | Carlisle Utd | 1 – 2 referto   | Leeds Utd | Brunton Park (19 975 spett.) |
| \| \| \| \| \| Martin \| Marcatori \| McKenzie Jordan \| |              |                 |           |                              |
|                                                          |              |                 |           |                              |
| Martin                                                   | Marcatori    | McKenzie Jordan |           |                              |

| Leeds 30 novembre 1974 20ª giornata             | Leeds Utd | 2 – 0 referto | Chelsea | Elland Road (30 441 spett.) |
| \| \| \| \| \| Cherry Clarke \| Marcatori \| \| |           |               |         |                             |
|                                                 |           |               |         |                             |
| Cherry Clarke                                   | Marcatori |               |         |                             |

| Londra 7 dicembre 1974 21ª giornata                       | West Ham Utd | 2 – 1 referto | Leeds Utd | Upton Park (39 562 spett.) |
| \| \| \| \| \| Jennings Gould \| Marcatori \| McKenzie \| |              |               |           |                            |
|                                                           |              |               |           |                            |
| Jennings Gould                                            | Marcatori    | McKenzie      |           |                            |

| Leeds 14 dicembre 1974 22ª giornata                              | Leeds Utd | 3 – 1 referto | Stoke City | Elland Road (34 685 spett.) |
| \| \| \| \| \| Yorath McKenzie Lorimer \| Marcatori \| Moores \| |           |               |            |                             |
|                                                                  |           |               |            |                             |
| Yorath McKenzie Lorimer                                          | Marcatori | Moores        |            |                             |

| Newcastle upon Tyne 21 dicembre 1974 23ª giornata      | Newcastle Utd | 3 – 0 referto | Leeds Utd | St James' Park (32 535 spett.) |
| \| \| \| \| \| Howard Kennedy Tudor \| Marcatori \| \| |               |               |           |                                |
|                                                        |               |               |           |                                |
| Howard Kennedy Tudor                                   | Marcatori     |               |           |                                |

| Leeds 26 dicembre 1974 24ª giornata                    | Leeds Utd | 2 – 2 referto | Burnley | Elland Road (34 724 spett.) |
| \| \| \| \| \| Jordan Lorimer \| Marcatori \| James \| |           |               |         |                             |
|                                                        |           |               |         |                             |
| Jordan Lorimer                                         | Marcatori | James         |         |                             |

| Leicester 28 dicembre 1974 25ª giornata         | Leicester City | 0 – 2 referto | Leeds Utd | Filbert Street (29 699 spett.) |
| \| \| \| \| \| \| Marcatori \| Gray McKenzie \| |                |               |           |                                |
|                                                 |                |               |           |                                |
|                                                 | Marcatori      | Gray McKenzie |           |                                |

| Leeds 11 gennaio 1975 26ª giornata                       | Leeds Utd | 2 – 1 referto | West Ham Utd | Elland Road (40 099 spett.) |
| \| \| \| \| \| McKenzie Clarke \| Marcatori \| Robson \| |           |               |              |                             |
|                                                          |           |               |              |                             |
| McKenzie Clarke                                          | Marcatori | Robson        |              |                             |

| Londra 18 gennaio 1975 27ª giornata               | Chelsea   | 0 – 2 referto   | Leeds Utd | Stamford Bridge (34 733 spett.) |
| \| \| \| \| \| \| Marcatori \| McKenzie Yorath \| |           |                 |           |                                 |
|                                                   |           |                 |           |                                 |
|                                                   | Marcatori | McKenzie Yorath |           |                                 |

| Leeds 1º febbraio 1975 28ª giornata | Leeds Utd | 0 – 0 referto | West Ham Utd | Elland Road (33 901 spett.) |

| Derby 8 febbraio 1975 29ª giornata | Derby County | 0 – 0 referto | Leeds Utd | Baseball Ground (33 641 spett.) |

| Middlesbrough 22 febbraio 1975 30ª giornata | Middlesbrough | 0 – 1 referto | Leeds Utd | Ayresome Park (39 500 spett.) |
| \| \| \| \| \| \| Marcatori \| Clarke \|    |               |               |           |                               |
|                                             |               |               |           |                               |
|                                             | Marcatori     | Clarke        |           |                               |

| Leeds 25 febbraio 1975 31ª giornata                           | Leeds Utd | 3 – 1 referto | Carlisle Utd | Elland Road (32 346 spett.) |
| \| \| \| \| \| Lorimer Clarke Gray \| Marcatori \| Laidlaw \| |           |               |              |                             |
|                                                               |           |               |              |                             |
| Lorimer Clarke Gray                                           | Marcatori | Laidlaw       |              |                             |

| Leeds 1º marzo 1975 32ª giornata                         | Leeds Utd | 2 – 2 referto  | Manchester City | Elland Road (47 489 spett.) |
| \| \| \| \| \| Lorimer \| Marcatori \| Donachie Oakes \| |           |                |                 |                             |
|                                                          |           |                |                 |                             |
| Lorimer                                                  | Marcatori | Donachie Oakes |                 |                             |

| Londra 28 aprile 1975 33ª giornata                                    | Tottenham | 4 – 2 referto  | Leeds Utd | White Hart Lane (49 886 spett.) |
| \| \| \| \| \| Knowles Conn Chivers \| Marcatori \| Lorimer Jordan \| |           |                |           |                                 |
|                                                                       |           |                |           |                                 |
| Knowles Conn Chivers                                                  | Marcatori | Lorimer Jordan |           |                                 |

| Leeds 1º marzo 1975 34ª giornata | Leeds Utd | 0 – 0 referto | Everton | Elland Road (50 084 spett.) |

| Luton 22 marzo 1975 35ª giornata                        | Luton Town | 1 – 2 referto | Leeds Utd | Kenilworth Road (23 048 spett.) |
| \| \| \| \| \| Anderson Aston \| Marcatori \| Jordan \| |            |               |           |                                 |
|                                                         |            |               |           |                                 |
| Anderson Aston                                          | Marcatori  | Jordan        |           |                                 |

| Leeds 29 marzo 1975 36ª giornata               | Leeds Utd | 1 – 1 referto | Newcastle Utd | Elland Road (40 994 spett.) |
| \| \| \| \| \| Clarke \| Marcatori \| Nulty \| |           |               |               |                             |
|                                                |           |               |               |                             |
| Clarke                                         | Marcatori | Nulty         |               |                             |

| Sheffield 1º aprile 1975 37ª giornata             | Sheffield Utd | 1 – 1 referto | Leeds Utd | Bramall Lane (38 442 spett.) |
| \| \| \| \| \| Cammack \| Marcatori \| Madeley \| |               |               |           |                              |
|                                                   |               |               |           |                              |
| Cammack                                           | Marcatori     | Madeley       |           |                              |

| Leeds 31 marzo 1975 38ª giornata                           | Leeds Utd | 2 – 2 referto | Leicester City | Elland Road (29 898 spett.) |
| \| \| \| \| \| Clarke Giles \| Marcatori \| Garland Lee \| |           |               |                |                             |
|                                                            |           |               |                |                             |
| Clarke Giles                                               | Marcatori | Garland Lee   |                |                             |

| Leeds 5 aprile 1975 39ª giornata         | Leeds Utd | 0 – 2 referto | Liverpool | Elland Road (34 971 spett.) |
| \| \| \| \| \| \| Marcatori \| Keegan \| |           |               |           |                             |
|                                          |           |               |           |                             |
|                                          | Marcatori | Keegan        |           |                             |

| Leeds 12 aprile 1975 40ª giornata                    | Arsenal   | 0 – 2 referto | Leeds Utd | Highbury (36 619 spett.) |
| \| \| \| \| \| Kidd \| Marcatori \| Hunter Clarke \| |           |               |           |                          |
|                                                      |           |               |           |                          |
| Kidd                                                 | Marcatori | Hunter Clarke |           |                          |

| Leeds 19 aprile 1975 41ª giornata                      | Leeds Utd | 2 – 1 referto | Ipswich Town | Elland Road (30 174 spett.) |
| \| \| \| \| \| Cherry Harris \| Marcatori \| Talbot \| |           |               |              |                             |
|                                                        |           |               |              |                             |
| Cherry Harris                                          | Marcatori | Talbot        |              |                             |

| Leeds 26 aprile 1975 42ª giornata               | Wolverhampton | 1 – 1 referto | Leeds Utd | Molineux Stadium (34 875 spett.) |
| \| \| \| \| \| Richards \| Marcatori \| Gray \| |               |               |           |                                  |
|                                                 |               |               |           |                                  |
| Richards                                        | Marcatori     | Gray          |           |                                  |

### Coppa dei Campioni
| Arbitro: | Glöckner |

|                                   |           |  |
| Jordan 9’ McQueen 42’ Lorimer 90’ | Marcatori |  |

| Arbitro: | Schiller |

|  |           |             |
|  | Marcatori | 75’ Bremner |

| Arbitro: | Loraux |

|                        |           |            |
| Bremner 10’ Clarke 78’ | Marcatori | 65’ Asensi |

| Arbitro: | Linemayr |

|            |           |            |
| Clares 69’ | Marcatori | 7’ Lorimer |

| Arbitro: | Kitabdjian |

|                     |           |  |
| Roth 71’ Müller 83’ | Marcatori |  |

### Charity Shield
| Arbitro: | Matthewson |

|                                             |                      |                                         |
| Boersma 19’                                 | Marcatori            | 70’ Cherry                              |
| Lindsay Hughes Hall Smith Cormack Callaghan | Tiri di rigore 6 – 5 | Lorimer Giles Gray Hunter Cherry Harvey |

## Statistiche

### Statistiche di squadra
| Competizione        | Punti | In casa | In casa | In casa | In casa | In casa | In casa | In trasferta | In trasferta | In trasferta | In trasferta | In trasferta | In trasferta | Totale | Totale | Totale | Totale | Totale | Totale | DR  |
| Competizione        | Punti | G       | V       | N       | P       | Gf      | Gs      | G            | V            | N            | P            | Gf           | Gs           | G      | V      | N      | P      | Gf     | Gs     | DR  |
| ------------------- | ----- | ------- | ------- | ------- | ------- | ------- | ------- | ------------ | ------------ | ------------ | ------------ | ------------ | ------------ | ------ | ------ | ------ | ------ | ------ | ------ | --- |
| First Division      | 53    | 21      | 10      | 8       | 3       | 34      | 20      | 21           | 6            | 5            | 10           | 23           | 29           | 42     | 21     | 11     | 10     | 67     | 49     | +18 |
| FA Cup              | -     | 3       | 1       | 2       | 0       | 5       | 2       | 4            | 2            | 1            | 1            | 3            | 3            | 7      | 3      | 3      | 1      | 8      | 5      | +3  |
| Charity Shield      | -     | -       | -       | -       | -       | -       | -       | 1            | 0            | 1            | 0            | 1            | 1            | 1      | 0      | 1      | 0      | 1      | 1      | 0   |
| Football League Cup | -     | 2       | 1       | 1       | 0       | 2       | 1       | 3            | 0            | 1            | 1            | 3            | 6            | 5      | 1      | 2      | 1      | 6      | 7      | -1  |
| Coppa dei Campioni  | -     | 5       | 4       | 0       | 1       | 12      | 5       | 4            | 2            | 1            | 1            | 4            | 3            | 9      | 6      | 1      | 1      | 17     | 8      | +9  |
| Totale              | -     | 31      | 16      | 11      | 4       | 53      | 28      | 33           | 10           | 9            | 13           | 34           | 42           | 64     | 31     | 18     | 13     | 99     | 70     | +29 |

### Andamento in campionato
Luogo, risultato e posizione seguono l'ordine ufficiale delle giornate.
| Giornata  | 1  | 2  | 3  | 4  | 5  | 6  | 7  | 8  | 9  | 10 | 11 | 12 | 13 | 14 | 15 | 16 | 17 | 18 | 19 | 20 | 21 | 22 | 23 | 24 | 25 | 26 | 27 | 28 | 29 | 30 | 31 | 32 | 33 | 34 | 35 | 36 | 37 | 38 | 39 | 40 | 41 | 42 |
| --------- | -- | -- | -- | -- | -- | -- | -- | -- | -- | -- | -- | -- | -- | -- | -- | -- | -- | -- | -- | -- | -- | -- | -- | -- | -- | -- | -- | -- | -- | -- | -- | -- | -- | -- | -- | -- | -- | -- | -- | -- | -- | -- |
| Luogo     | T  | C  | C  | T  | T  | C  | T  | C  | C  | T  | C  | T  | T  | C  | T  | C  | T  | C  | T  | C  | T  | C  | T  | C  | T  | C  | T  | C  | T  | C  | T  | C  | T  | C  | T  | C  | T  | C  | C  | T  | C  | T  |
| Risultato | P  | P  | V  | N  | P  | N  | P  | V  | V  | P  | V  | N  | P  | V  | P  | P  | V  | N  | V  | V  | P  | V  | P  | N  | V  | V  | V  | N  | N  | V  | V  | N  | P  | N  | P  | N  | N  | N  | P  | V  | V  | N  |
| Posizione | 21 | 22 | 17 | 17 | 18 | 19 | 19 | 15 | 13 | 14 | 13 | 13 | 15 | 14 | 15 | 16 | 15 | 14 | 13 | 12 | 12 | 11 | 13 | 13 | 11 | 11 | 11 | 11 | 11 | 9  | 7  | 6  | 8  | 8  | 10 | 9  | 10 | 9  | 11 | 10 | 9  | 9  |

Fonte:  Premier League 1974/1975 » Schedule, su worldfootball.net.
Legenda:

Luogo: C = Casa; T = Trasferta. Risultato: V = Vittoria; N = Pareggio; P = Sconfitta.

### Statistiche dei giocatori
| Giocatore    | First Division | First Division | First Division | First Division | FA Cup   | FA Cup | FA Cup      | FA Cup     | League Cup+Charity Shield | League Cup+Charity Shield | League Cup+Charity Shield | League Cup+Charity Shield | Coppa dei Campioni | Coppa dei Campioni | Coppa dei Campioni | Coppa dei Campioni | Totale   | Totale | Totale      | Totale     |
| Giocatore    | Presenze       | Reti           | Ammonizioni    | Espulsioni     | Presenze | Reti   | Ammonizioni | Espulsioni | Presenze                  | Reti                      | Ammonizioni               | Espulsioni                | Presenze           | Reti               | Ammonizioni        | Espulsioni         | Presenze | Reti   | Ammonizioni | Espulsioni |
| ------------ | -------------- | -------------- | -------------- | -------------- | -------- | ------ | ----------- | ---------- | ------------------------- | ------------------------- | ------------------------- | ------------------------- | ------------------ | ------------------ | ------------------ | ------------------ | -------- | ------ | ----------- | ---------- |
| M. Bates     | 2              | 0              | ?              | ?              | -        | -      | -           | -          | 4+0                       | 1+0                       | ?+0                       | ?+0                       | 1                  | 0                  | 0                  | 0                  | 7        | 1      | 0+          | 0+         |
| B. Bremner   | 27             | 1              | ?              | ?              | 8        | 0      | ?           | ?          | 2+1                       | 0+0                       | ?+0                       | ?+1                       | 6                  | 3                  | 0                  | 0                  | 44       | 4      | 0+          | 1+         |
| T. Cherry    | 27             | 2              | ?              | ?              | 1        | 0      | ?           | ?          | 5+1                       | 1+1                       | ?+0                       | ?+0                       | 3                  | 0                  | 0                  | 0                  | 37       | 4      | 0+          | 0+         |
| A. Clarke    | 34             | 14             | ?              | ?              | 7        | 3      | ?           | ?          | 3+1                       | 1+0                       | ?+0                       | ?+0                       | 8                  | 4                  | 1                  | 0                  | 53       | 22     | 1+          | 0+         |
| T. Cooper    | 11             | 0              | ?              | ?              | -        | -      | -           | -          | 2+0                       | 0+0                       | ?+0                       | ?+0                       | 3                  | 0                  | 0                  | 0                  | 16       | 0      | 0+          | 0+         |
| J. Giles     | 29             | 5              | ?              | ?              | 7        | 1      | ?           | ?          | 2+1                       | 0+0                       | ?+1                       | ?+0                       | 6                  | 0                  | 0                  | 0                  | 45       | 6      | 1+          | 0+         |
| E. Gray      | 12             | 1              | ?              | ?              | 6        | 1      | ?           | ?          | -+1                       | -+0                       | -+0                       | -+0                       | 3                  | 0                  | 1                  | 0                  | 22       | 2      | 1+          | 0+         |
| F. Gray      | 18             | 2              | ?              | ?              | 8        | 0      | ?           | ?          | 1+0                       | 0+0                       | ?+0                       | ?+0                       | 6                  | 0                  | 0                  | 0                  | 33       | 2      | 0+          | 0+         |
| P. Hampton   | 2              | 0              | ?              | ?              | -        | -      | -           | -          | -                         | -                         | -                         | -                         | 1                  | 0                  | 0                  | 0                  | 3        | 0      | 0+          | 0+         |
| C. Harris    | 3              | 1              | ?              | ?              | -        | -      | -           | -          | -                         | -                         | -                         | -                         | 1                  | 0                  | 0                  | 0                  | 4        | 1      | 0+          | 0+         |
| D. Harvey    | 27             | -?             | ?              | ?              | 3        | -?     | ?           | ?          | 4+1                       | -?+-1                     | ?+0                       | ?+0                       | 4                  | -?                 | 0                  | 0                  | 39       | -1+    | 0+          | 0+         |
| N. Hunter    | 25             | 1              | ?              | ?              | 4        | 0      | ?           | ?          | 4+1                       | 0+0                       | ?+0                       | ?+0                       | 8                  | 1                  | 0                  | 0                  | 42       | 2      | 0+          | 0+         |
| J. Jordan    | 29             | 4              | ?              | ?              | 6        | 0      | ?           | ?          | 4+1                       | 0+0                       | ?+0                       | ?+0                       | 8                  | 2                  | 0                  | 0                  | 48       | 6      | 0+          | 0+         |
| G. Letheran  | 1              | -?             | ?              | ?              | 0        | 0      | 0           | 0          | 0+0                       | 0+0                       | 0+0                       | 0+0                       | 9                  | 0                  | 0                  | 0                  | 10       | 0+     | 0+          | 0+         |
| G. Liddell   | 1              | 0              | ?              | ?              | 0        | 0      | 0           | 0          | 0+0                       | 0+0                       | 0+0                       | 0+0                       | 0                  | 0                  | 0                  | 0                  | 1        | 0      | 0+          | 0+         |
| P. Lorimer   | 35             | 9              | ?              | ?              | 4        | 0      | ?           | ?          | 5+1                       | 3+0                       | ?+0                       | ?+0                       | 8                  | 4                  | 1                  | 0                  | 53       | 16     | 1+          | 0+         |
| P. Madeley   | 38             | 1              | ?              | ?              | 8        | 0      | ?           | ?          | 5+0                       | 0+0                       | ?+0                       | ?+0                       | 9                  | 0                  | 0                  | 0                  | 60       | 1      | 0+          | 0+         |
| J. McGovern  | 4              | 0              | ?              | ?              | -        | -      | -           | -          | -                         | -                         | -                         | -                         | -                  | -                  | -                  | -                  | 4        | 0      | 0+          | 0+         |
| D. McKenzie  | 27             | 11             | ?              | ?              | 7        | 2      | ?           | ?          | 3+1                       | 0+0                       | ?+0                       | ?+0                       | 1                  | 0                  | 0                  | 1                  | 39       | 13     | 0+          | 1+         |
| G. McQueen   | 33             | 2              | ?              | ?              | 4        | 0      | ?           | ?          | 4+1                       | 0+0                       | ?+0                       | ?+0                       | 7                  | 3                  | 0                  | 1                  | 49       | 5      | 0+          | 1+         |
| J. O'Hare    | 6              | 1              | ?              | ?              | -        | -      | -           | -          | 1+1                       | 0+0                       | ?+0                       | ?+0                       | 0                  | 0                  | 0                  | 0                  | 8        | 1      | 0+          | 0+         |
| P. Reaney    | 39             | 0              | ?              | ?              | 7        | 0      | ?           | ?          | 5+1                       | 0+0                       | ?+0                       | ?+0                       | 7                  | 0                  | 2                  | 0                  | 59       | 0      | 2+          | 0+         |
| B. Stevenson | 2              | 0              | ?              | ?              | -        | -      | -           | -          | -+1                       | -+0                       | -+0                       | -+0                       | -                  | -                  | -                  | -                  | 3        | 0      | 0+          | 0+         |
| D. Stewart   | 14             | -?             | ?              | ?              | 5        | -?     | ?           | ?          | 1+0                       | -?+0                      | ?+0                       | ?+0                       | 5                  | -?                 | ?                  | ?                  | 25       | 0+     | 0+          | 0+         |
| G. Thomas    | 1              | -0             | ?              | ?              | -        | -      | -           | -          | -                         | -                         | -                         | -                         | -                  | -                  | -                  | -                  | 1        | -0     | 0+          | 0+         |
| T. Yorath    | 33             | 5              | ?              | ?              | 7        | 0      | ?           | ?          | 4+0                       | 0+0                       | ?+0                       | ?+0                       | 9                  | 1                  | 0                  | 0                  | 53       | 6      | 0+          | 0+         |

### Filmografia
- Il maledetto United, regia di Tom Hooper